# 대한민국 민법 제301조
대한민국 민법 제301조는 지역권 방해배제와 지역권 방해배제 예방청구권에 대한 민법 물권법 조문이다.

## 조문
제301조(준용규정) 제214조의 규정은 지역권에 준용한다.

第301條(準用規定) 第214條의 規定은 地役權에 準用한다.

## 관련 조문
제214조(소유물방해제거, 방해예방청구권) 소유자는 소유권을 방해하는 자에 대하여 방해의 제거를 청구할 수 있고 소유권을 방해할 염려있는 행위를 하는 자에 대하여 그 예방이나 손해배상의 담보를 청구할 수 있다.

## 참고 문헌
- 오현수, 일본민법, 진원사, 2014. ISBN 978-89-6346-345-2
- 오세경, 대법전, 법전출판사, 2014 ISBN 978-89-262-1027-7
- 이준현 , LOGOS 민법 조문판례집, 미래가치, 2015. ISBN 979-1-155-02086-9

## 같이 보기
- 용익물권
- 지역권
- 청구권